# Större vitaxfly
Större vitaxfly, Mesapamea secalis, är en fjärilsart som beskrevs av Carl von Linné 1758. Större vitaxfly ingår i släktet Mesapamea och familjen nattflyn, Noctuidae. är reproducerande i både Sverige och Finland och enligt respektive rödlista är arten livskraftig, LC i båda länderna. Inga underarter finns listade i Catalogue of Life.

## Bildgalleri

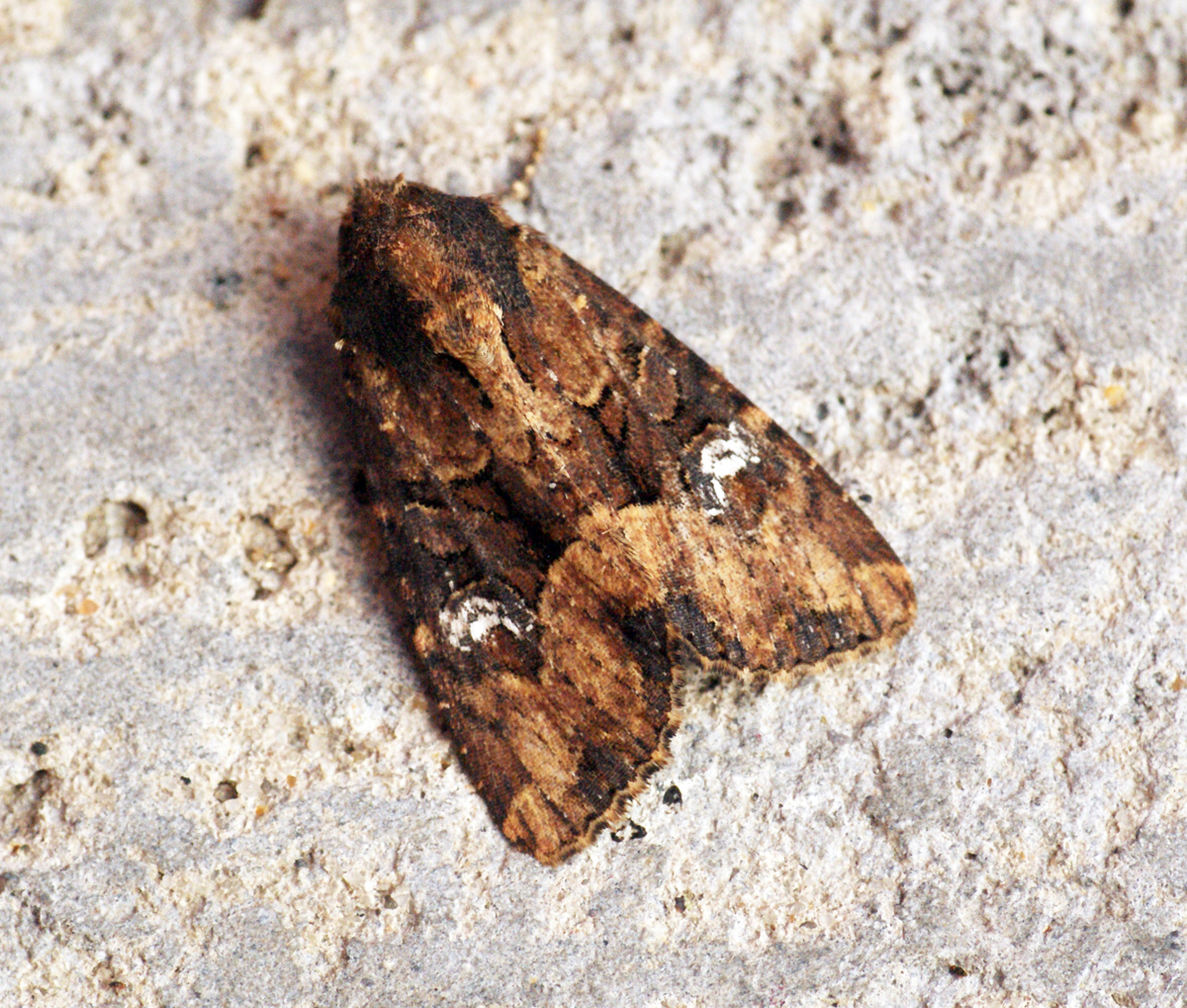
Imago fjäril
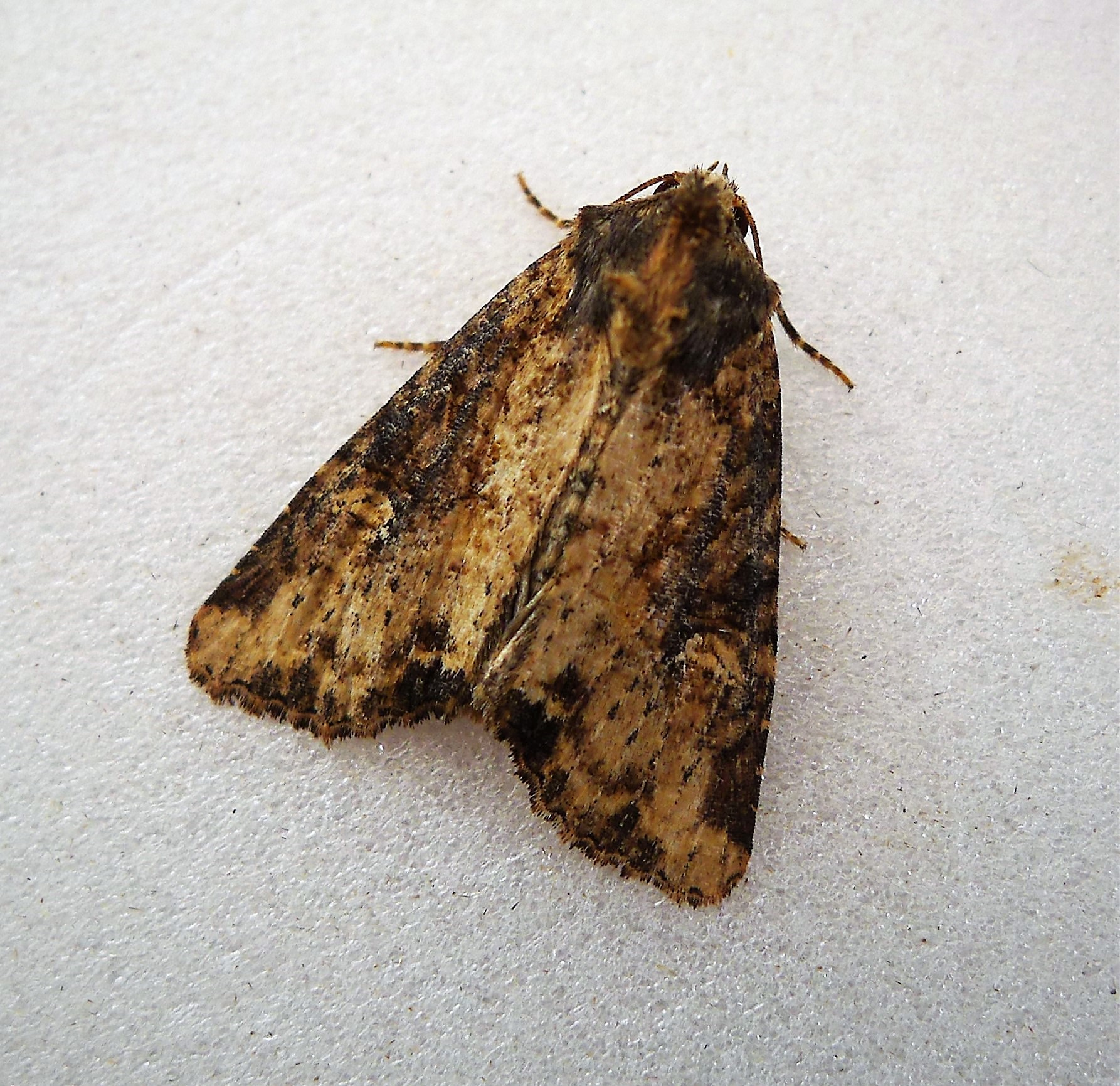
Imago fjäril
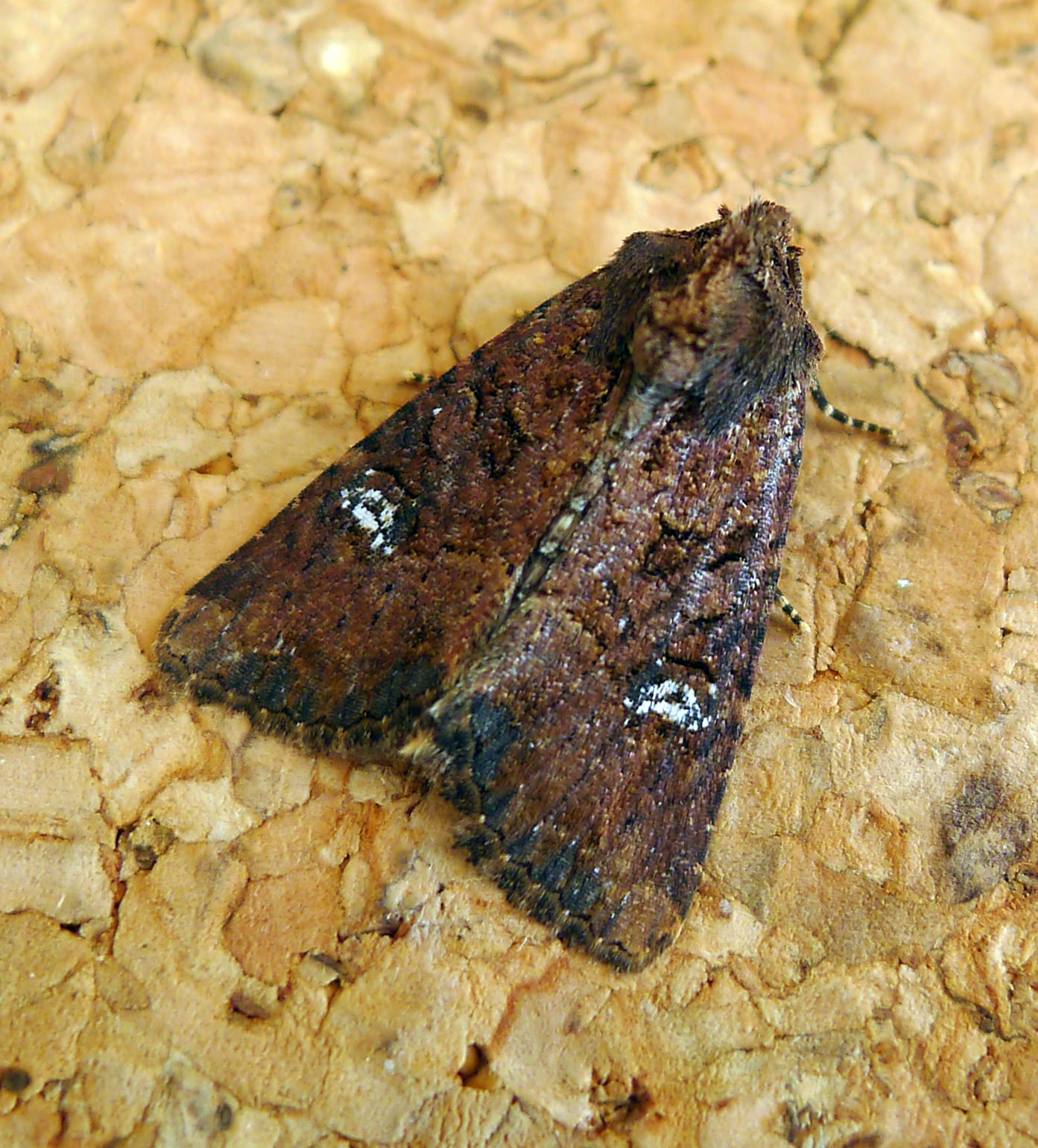
Imago fjäril
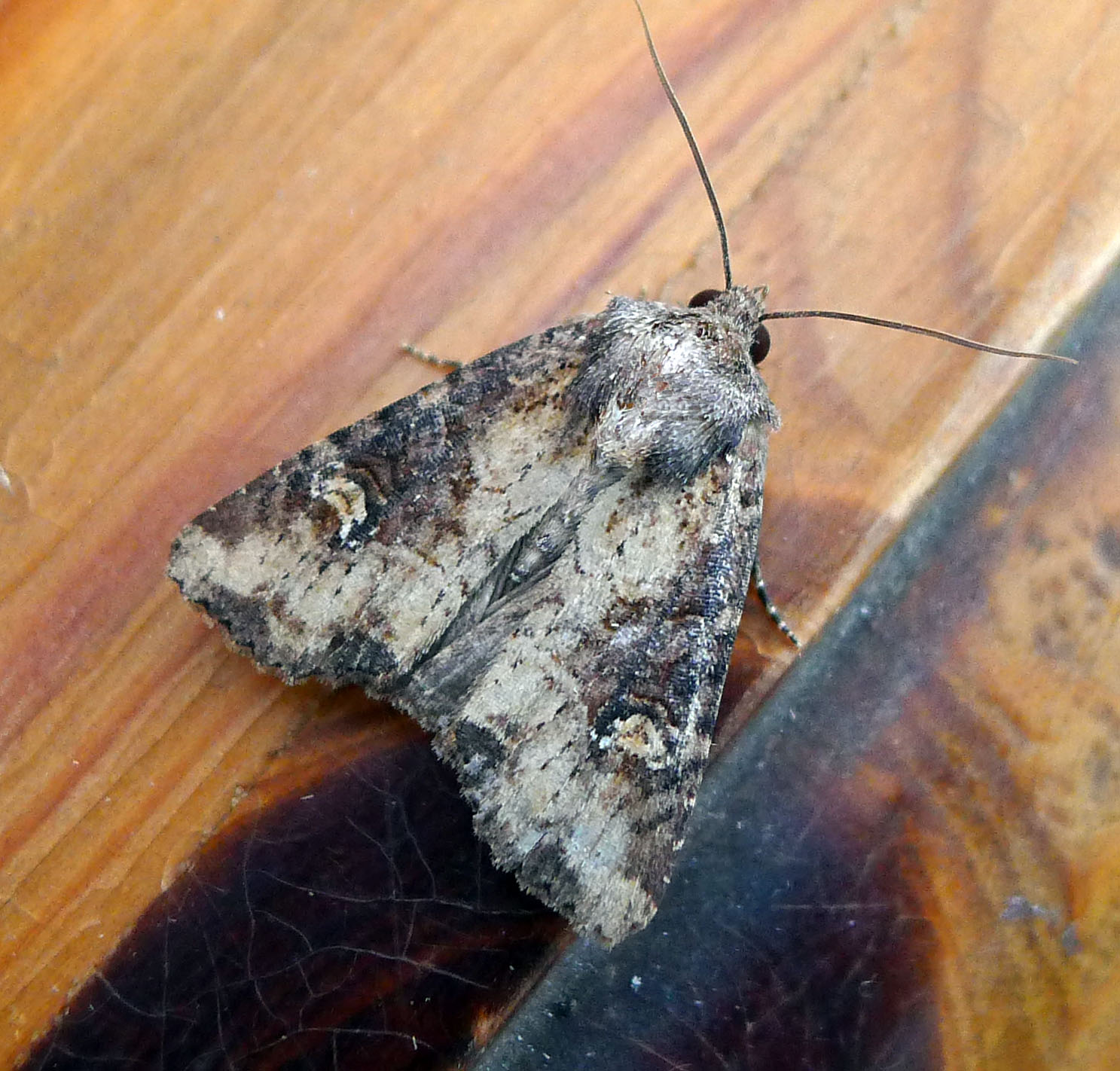
Imago fjäril